# Dolichocephala cretica
Dolichocephala cretica är en tvåvingeart som beskrevs av Wagner 1995. Dolichocephala cretica ingår i släktet Dolichocephala och familjen dansflugor. Inga underarter finns listade i Catalogue of Life.